# Liga Saveza nogometnog područja Gospić 1974./75.
Liga Saveza nogometnog područja Gospić za sezonu 1974./75. 
 
Sudjelovalo je 9 klubova, a prvak je bio '"Udarnik" iz Perušića. 

## Ljestvica
| mj. | klub                     | ut. | pob. | ner. | por. | gol+ | gol- | bod |
| --- | ------------------------ | --- | ---- | ---- | ---- | ---- | ---- | --- |
| 1.  | Udarnik Perušić          | 16  | 14   | 0    | 2    | 71   | 28   | 28  |
| 2.  | Krbava Udbina            | 16  | 8    | 4    | 4    | 44   | 26   | 20  |
| 3.  | Jedinstvo Donji Lapac    | 16  | 9    | 2    | 5    | 44   | 27   | 20  |
| 4.  | Partizan Titova Korenica | 16  |      |      |      |      |      | 16  |
| 5.  | Bratstvo Gračac          | 16  |      |      |      |      |      | 16  |
| 6.  | Ustanik Srb              | 16  |      |      |      |      |      | 16  |
| 7.  | Velebit Žabica           | 16  |      |      |      |      |      | 11  |
| 8.  | Borac Brinje             | 16  |      |      |      |      |      | 8   |
| 9.  | Plitvice (Plitvica)      | 16  |      |      |      |      |      | 7   |

- Plitvica – na današnjem području tog naselja je naselje Plitvička Jezera
- Titova Korenica – tadašnji naziv za Korenicu

## Rezultatska križaljka
| kratica | klub                     | BOR | BRA | JED | KRB | PAR | PLI | UDA | UST | VEL |
| --- | ------------------------ | --- | --- | --- | --- | --- | --- | --- | --- | --- |
| BOR | Borac Brinje             |     |     |     |     |     |     |     |     |     |
| BRA | Bratstvo Gračac          |     |     |     |     |     |     |     |     |     |
| JED | Jedinstvo Donji Lapac    |     |     |     |     |     |     |     |     |     |
| KRB | Krbava Udbina            |     |     |     |     |     |     |     |     |     |
| PAR | Partizan Titova Korenica |     |     |     |     |     |     |     |     |     |
| PLI | Plitvice (Plitvica)      |     |     |     |     |     |     |     |     |     |
| UDA | Udarnik Perušić          |     |     |     |     |     |     |     |     |     |
| UST | Ustanik Srb              |     |     |     |     |     |     |     |     |     |
| VEL | Velebit Žabica           |     |     |     |     |     |     |     |     |     |
| |                          |     |     |     |     |     |     |     |     |     |
| podebljan rezultat - utakmice od 1. do 9. kola (1. utakmica između klubova) rezultat normalne debljine - utakmice od 10. do 18. kola (2. utakmica između klubova) rezultat nakošen - nije vidljiv redoslijed odigravanja međusobnih utakmica iz dostupnih izvora rezultat nakošen i smanjen * - iz dostupnih izvora nije uočljiv domaćin susreta prekrižen rezultat - poništena ili brisana utakmica p - utakmica prekinuta 3:0 p.f. / 0:3 p.f. - rezultat 3:0 bez borbe |                          |     |     |     |     |     |     |     |     |     |

 Izvori: 